# NGC 6071
NGC 6071 ist eine 14,0 mag helle elliptische Galaxie vom Hubble-Typ E-S0 im Sternbild Kleiner Bär am Nordsternhimmel. Sie ist schätzungsweise 346 Millionen Lichtjahre von der Milchstraße entfernt und hat einen Durchmesser von etwa 100.000 Lichtjahren. 
Im selben Himmelsareal befinden sich u. a. die Galaxien NGC 6079 und IC 1187.
Das Objekt wurde am 6. Mai 1791 vom deutsch-britischen Astronomen Wilhelm Herschel mit einem 18,7-Zoll-Spiegelteleskop entdeckt, der sie dabei mit „eF, vS, verified with 300 powe“ beschrieb.